# Ik (popolo)
Gli Ik sono un gruppo etnico presente nelle valli delle catene montuose situate fra Kenya, Uganda e Sudan. Fino alla metà del XX secolo erano cacciatori e raccoglitori, integrando il risultato della caccia e della raccolta di cibo di origine vegetale con il miele. Fra il 1958 e il 1962, la regione degli Ik fu dichiarata area naturale protetta dal governo ugandese col nome di Kidepo National Park e caccia e raccolta furono vietate.
A differenza di altri gruppi che in situazioni simili si sono convertiti all'agricoltura, gli Ik si diedero alla politica, diventarono fabbri e sfruttarono la loro posizione strategica tra Kenya e Uganda dedicandosi al traffico di armi e allo spionaggio.
La lingua ik appartiene al ramo kuliak della famiglia delle lingue nilo-sahariane.